# Почивалов, Леонид Викторович
Леонид Викторович Почивалов (13 января 1924 — 9 мая 2008) — российский и советский писатель, журналист.

## Биография
Работал собственным корреспондентом «Комсомольской правды» по странам Юго-восточной Азии, собственным корреспондентом «Правды» в африканских странах, специальным корреспондентом «Литературной газеты». Также был моряком. Несколько раз ходил на научно-исследовательском судне «Витязь» по всем морям и океанам. Участвовал в качестве журналиста в первом антарктическом перелёте Москва-Мирный в 1962 году.
Автор книг, посвящённых путешествиям и экзотическим странам, а также нравам советских людей за рубежом.
Умер в 2008 году. Похоронен рядом с женой Эльвирой Павловной Шварёвой-Бруновской (1936—2000) в Москве на Митинском кладбище (участок №114). Эльвира Павловна Шварёва-Бруновская была замужем первым браком за актёром, заслуженным артистом РСФСР Вадимом Бероевым (1937—1972) и приходилась бабушкой актёру Егору Вадимовичу Бероеву.

## Сочинения
- Юное поколение свободной Польши. М. 1953.
- Мы за границей. М. Молодая гвардия, 1967.
- Зачем я? М. Советская Россия, 1976.
- "Мечта" уходит в океан. Детская литература, 1977 г.
- На край света — за тайной. Для сред. и ст. возраста; Детская литература, 1980
- Близкие дороги океана. Послед. рейс «Витязя», февр.-апр. 1979 г. Из путевого дневника. Знание, 1981
- Там, за морем — Африка. (Для мл. шк. возраста). Детская литература, 1983
- Сезон тропических дождей. Роман. Мол. Гвардия, 1983
- Антарктида — страна чудес. (Рассказы. Для мл. шк. возраста). Малыш, 1983
- У зимы недолог век. (Размышления в дальней дороге). Сов. Россия, 1984
- Белые сны Антарктиды (Для мл. шк. возраста). Детская литература, 1986
- И снова уйдут корабли… (Сборник). Сов. Россия, 1987

## Награды
- Медаль ордена «За заслуги перед Отечеством» II степени (30 августа 1996 года) — за заслуги перед государством, многолетнюю плодотворную деятельность в области культуры и искусства, большой вклад в развитие массового спорта[1].
- Медаль «За трудовую доблесть» (6 декабря 1957 года) — за успешную работу в области печати, в связи с выходом десятитысячного номера газеты «Комсомольская правда»[2].